# 炎上クイーン
『炎上クイーン』（えんじょうくいーん）は日本の女性ファッションモデル上ノ宮絵理沙の自叙伝である。

## 背景
上ノ宮にとってはモデルとしての雑誌掲載を除けば、2009年6月に発売された写真集『読モーサツ』（講談社）以来の書籍となるが、単独での書籍発表は初である。上ノ宮は2010年6月18日付けの自身のブログで書籍の情報を初公開した。上ノ宮本人の話によると、書籍化が当初の予定より8ヶ月以上延びた。初版は7,000部である。上ノ宮はマイコミジャーナルのインタビューで出版の動機を以下の様に語っている。

「いつもネットでたたかれてばかりで、外見で判断され、なにも努力してないって見られる。でも、この本を読めば、私の姿勢や努力がわかってもらえると思う。いつもブログだと熱くなっちゃうけど、本にすることで冷静に自分のことを書けた」

作品名は2009年12月29日に発売された鉄人社の鉄人ノンフィクションシリーズ『消されたブログ』の見出しから拝借したものである。同書は問題になったブログ及びブロガーを紹介しているが、その中に上ノ宮も掲載されており、「押しも押されぬ炎上クイーン!!」と紹介されている。上ノ宮は「炎上クィーン」というコピーを気に入り、自身のブログで自ら名乗っていた。なお、「炎上」はサイト管理者の意図する範囲を大幅に超え、ブログに非難・批判のコメントやトラックバックが殺到することをさす、ネット用語である。